# Resolutie 1219 Veiligheidsraad Verenigde Naties
Resolutie 1219 van de Veiligheidsraad van de Verenigde Naties werd unaniem door de VN-Veiligheidsraad aangenomen op 31 december 1998 als laatste resolutie van dat jaar. De resolutie riep de Angolese rebellenbeweging UNITA op mee te werken aan de onderzoeken naar verschillende vliegtuigen die boven dat land waren neergestort.

## Achtergrond
Nadat Angola in 1975 onafhankelijk was geworden van Portugal keerden de verschillende onafhankelijkheidsbewegingen zich tegen elkaar om de macht. Onder meer Zuid-Afrika en Cuba bemoeiden zich in de burgeroorlog, tot ze zich in 1988 terugtrokken. De VN-missie UNAVEM I zag toe op het vertrek van de Cubanen. Een staakt-het-vuren volgde in 1990, en hiervoor werd de UNAVEM II-missie gestuurd. In 1991 werden akkoorden gesloten om democratische verkiezingen te houden die eveneens door UNAVEM II zouden worden waargenomen.

## Inhoud

### Waarnemingen
- Bevestigt resolutie 696 (1991) en volgende, waaronder voornamelijk de resoluties 1202 en 1213.
- Herinnert aan de verklaring van zijn voorzitter op 23 december.
- Ten zeerste bezorgd om het neerstorten van VN-vlucht 806 en de verdwijning van andere vliegtuigen boven door UNITA gecontroleerd gebied.

### Handelingen
Men was diep bezorgd om het lot van de passagiers en bemanning van vlucht 806 en betreurde het gebrek aan medewerking om de tragedie op te helderen en toelating om een VN-reddingsmissie te zenden. Men was ook erg bezorgd om het stijgend aantal verdwijnende vliegtuigen boven UNITA-gebied. De rebellengroepering werd opgeroepen om mee te werken aan de onderzoeken hiernaar.
Nog tegen 11 januari 1999 zou de Veiligheidsraad de naleving van deze resolutie bekijken en indien nodig actie ondernemen.

## Verwante resoluties
- Resolutie 1202 Veiligheidsraad Verenigde Naties
- Resolutie 1213 Veiligheidsraad Verenigde Naties
- Resolutie 1221 Veiligheidsraad Verenigde Naties (1999)
- Resolutie 1229 Veiligheidsraad Verenigde Naties (1999)

Lijst ·  1147 ·  1148 ·  1149 ·  1150 ·  1151 ·  1152 ·  1153 ·  1154 ·  1155 ·  1156 ·  1157 ·  1158 ·  1159 ·  1160 ·  1161 ·  1162 ·  1163 ·  1164 ·  1165 ·  1166 ·  1167 ·  1168 ·  1169 ·  1170 ·  1171 ·  1172 ·  1173 ·  1174 ·  1175 ·  1176 ·  1177 ·  1178 ·  1179 ·  1180 ·  1181 ·  1182 ·  1183 ·  1184 ·  1185 ·  1186 ·  1187 ·  1188 ·  1189 ·  1190 ·  1191 ·  1192 ·  1193 ·  1194 ·  1195 ·  1196 ·  1197 ·  1198 ·  1199 ·  1200 ·  1201 ·  1202 ·  1203 ·  1204 ·  1205 ·  1206 ·  1207 ·  1208 ·  1209 ·  1210 ·  1211 ·  1212 ·  1213 ·  1214 ·  1215 ·  1216 ·  1217 ·  1218 ·  1219